# 保罗·卢茨
保罗·卢茨（德語：Paul Lutz，20世纪—），德国男子赛艇运动员。他曾代表西德参加世界赛艇锦标赛，获得一枚金牌和一枚铜牌，均来自男子轻量级八人单桨有舵手项目。